# 8-я армия (СССР)
8-я армия (8А) — оперативное войсковое объединение (армия, общевойсковая) РККА в составе Вооружённых Сил СССР до и во время Великой Отечественной войны.

## Советско-финская война (1939—1940)
14 сентября 1939 года Новгородская армейская группа, сформированная согласно приказу наркома обороны СССР от 13 августа 1939 года, дислоцированная на границе с Эстонией и входившая в состав Ленинградского военного округа, была преобразована в 8-ю армию. К 23 сентября управление армии передислоцировалось из Новгорода в Псков. В целях подготовки к советско-финляндской войне управление армии без подчинённых соединений и частей было передислоцировано к 29 октября в Петрозаводск.
К началу войны с Финляндией войска (соединения и части) 8-й армии дислоцировались севернее Ладожского озера. Управление 8-й армии и армейский узел связи располагались в городе Петрозаводск. Тыловые части и армейские учреждения базировались на станциях Петрозаводск и Лодейное Поле Кировской железной дороги. В общей сложности численность войск составляла около 71 000 человек личного состава.
Армия действовала на петрозаводском направлении в советско-финляндской войне 1939—1940 годов. Продвижение войск армии было медленным, а коммуникации сильно растянулись. Этим воспользовались финны, перебросившие в район действия 8-й армии 12-ю и 13-ю пехотные дивизии. Этими силами они сначала перерезали коммуникации войск армии, затем отрезали от неё 18-ю и 168-ю стрелковые дивизии и 34-ю легкотанковую бригаду. Затем отрезанные части были раздроблены на несколько мелких котлов и большей частью уничтожены.
Потери войск армии составили 13 071 человек безвозвратные (включая 4 971 пропавшего без вести), 31 816 человек санитарные.
В апреле 1940 года, после окончания военных действий, управление армии передислоцировалось в город Остров.
Командовали армией комдив И. Н. Хабаров, с 4 декабря командарм 2-го ранга В. Н. Курдюмов, а затем с 14 декабря и до окончания военных действий — командарм 2-го ранга Г. М. Штерн.
В июне 1940 года армия участвовала в присоединении Прибалтики к СССР, полевое управление армии было передислоцировано через Псков и Тарту в Таллин.

### Состав
- Управление (штаб);
- 1-й и 56-й стрелковые корпуса:
  - 18-я, 56-я, 75-я, 139-я, 155-я и 168-я стрелковые дивизии и корпусные части;
- 34-я легкотанковая бригада;
- ВВС 8-й армии, всего 45 бомбардировщиков и истребителей;
  - 49-й истребительный авиационный полк;
  - 72-й скоростной бомбардировочный авиационный полк;
- Части технического и тылового обеспечения;
- Армейские учреждения.

## Великая Отечественная война

### 1941 год
Прибалтийская стратегическая оборонительная операция (1941)
Приграничное сражение в Литве и Латвии (1941)
На 22 июня 1941 года соединения армии должны были прикрывать границу Советского Союза в Прибалтике. По плану развёртывания войск на границе, армия должна была прикрывать границу на фронте от Паланги до Немана в следующих границах: справа — Елгава, исключая Мажейкяй и Палангу; слева — Дотнува, Средники, река Неман до Юрбурга, Инстербурга; с тыла — Елгава, Шедува, Дотнува. Командный пункт армии располагался в районе деревни Бубяй (15 километров юго-западнее города Шяуляй).
Войска армии на 22 июня 1941 года состояли из двух (10-го и 11-го) стрелковых корпусов, 12-го механизированного корпуса, 9-й артиллерийской бригады, трёх корпусных артиллерийских полков, двух отдельных зенитных дивизионов и инженерного полка.
По плану прикрытия государственной границы армия должна была занять оборону в отведённой полосе, отразить предполагаемый удар агрессора из района Мемеля и Тильзита в направлении Таураге, Шяуляй, подготовить контрудар из района Шяуляя по трём направлениям — на Мемель, на Тильзит и на Средники, Пильвишкяй, а также оборудовать армейские тыловые рубежи.
В полосе армии велось строительство Тельшяйского и Шяуляйского укреплённых районов.
28 мая 1941 года был подготовлен план обороны, по которому основные силы армии: 90-я стрелковая дивизия и 125-я стрелковая дивизия должны были прочно закрыть направление на Таураге, Шяуляй, где планировался наиболее мощный удар агрессора. Севернее располагался 80-километровый участок обороны 10-й стрелковой дивизии, которая прикрывала предполагаемое второстепенное направление от полосы обороны 90-й стрелковой дивизии вплоть до мыса Паланга. Южнее основной группировки к началу боевых действий предполагалось развернуть 48-ю стрелковую дивизию, прикрыв стык с 11-й армией. В глубине обороны, прикрывая дорогу на Шяуляй, располагалась 9-я артиллерийская бригада ПТО, севернее Шяуляя дислоцировался 12-й механизированный корпус.
К 21 июня 1941 года стрелковые соединения, входящие в состав армии в основном заняли свои позиции — от мыса Паланга на юг: 80 километров 10-я стрелковая дивизия до Швекшны, 30 километров 90-я стрелковая дивизия и 40 километров предназначалось для войск 11-го стрелкового корпуса, из состава которого 125-я стрелковая дивизия свои позиции заняла, 48-я стрелковая дивизия находилась в пути и должна была занять полосу от 125-й дивизии до Немана. Артиллерия развернуться не успела: 47-й корпусной артиллерийский полк смог развернуться только одним дивизионом, 73-й корпусной артиллерийский полк не выдвинулся. 9-я артиллерийская бригада ПТО полностью развернулась юго-западнее Шяуляя на 50-километровом рубеже Кражяй — Кельме.
Перед войсками армии на границе находились заставы 105-го (Кретингского) и 106-го (Таурагского) пограничных отрядов.
22 июня 1941 года в 3-40 в полосе армии начались боевые действия с налёта авиации и артиллерийской подготовки, затем перешли в наступление сухопутные войска. Как и предполагалось, правый фланг армии, где на широкой полосе занимал позиции 10-й стрелковый корпус, оказалось второстепенным; главный удар был нанесён на левом фланге армии в общем направлении на Шяуляй и южнее его.
Правый фланг армии был атакован силами 26-го и 1-го армейских корпусов. Оборона 10-й стрелковой дивизии была быстро прорвана на её северном фланге. Сравнительно упорные бои развязались за Кретингу и Палангу, но с их потерей и под напором немецких частей, наступавших в полосе дивизии южнее, дивизия была вынуждена отходить на север.
Наиболее мощный удар был нанесён в стык между 90-й и 125-й стрелковыми дивизиями. Стык был быстро прорван, 90-я стрелковая дивизия вела тяжёлые бои за Шилале, затем начала отход на северо-восток. 125-я стрелковая дивизия, после упорных боёв на границе, затем за Таураге, под угрозой окружения (с севера со стороны стыка, а с юга войск прикрытия не было вообще), вынуждена была отойти. 48-я стрелковая дивизия, которая должна была занять оборону южнее 125-й дивизии, не успела подойти. Основные силы дивизии были практически разгромлены на марше бомбардировкой с воздуха, а остатки натолкнулись на танковые части противника под Таураге.
В период с 23 по 25 июня 1941 года развернулись тяжёлые бои за Шяуляй, где силами 9-й противотанковой бригады при плохо организованном, но тем не менее контрударе в том числе силами 12-го механизированного корпуса, немецкие войска были на некоторое время остановлены. Тем не менее, в ночь на 25 июня 1941 года войска армии сравнительно организованно по приказу отошли на новый рубеж обороны: 10-й стрелковый корпуса на рубеж Мажейкяй — Куртувеняй, 11-й стрелковый корпус — на рубеж Каналас — Радвилишкис. К тому времени в составе 11-корпуса была 11-я стрелковая дивизия прикрывавшая отход с левого фланга армии. Фронт армии протянулся на 100—110 километров и армия не имела соседей: справа был разрыв длиной в 85 километров до Либавы, где вела оборону 67-я стрелковая дивизия, а слева разрыв с 11-й армией всё увеличивался в результате мобильного наступления войск 4-й танковой группы. C 27 июня 1941 года под угрозой окружения, соединения армии отступали с боями и потерями на север, за Даугаву. Основные оставшиеся силы армии к вечеру 29 июня 1941 года переправились на правый берег реки, где организовали оборону от Риги до Ливан. Однако и эта оборона оказалась непрочной: войска противника активно наступали, не давая закрепиться советским войскам. Местами немецкие войска вышли к Даугаве задолго до того, как туда отступили советские войска — так 41-й моторизованный корпус ещё 26 июня 1941 года вышел к реке в районе Крустпилса. Поэтому 1 июля 1941 года войскам армии было приказано отходить дальше на север и организовать промежуточную оборону на рубеже Цесис — Мадона, а затем и дальше на фронт Дзени, Гулбене, озеро Лубана. Однако поступил приказ нанести контрудар по войскам противника, проникшим за Даугаву и в частности, отбить Ригу. Из контрудара, можно сказать, ничего не вышло, так как войска противника нанесли новый удар, к 3-4 июля 1941 года окончательно отрезав войска 8-й армии от войск 11-й армии. Остатки войск 8-й армии были вынуждены отступать на север в Эстонию. К 8 июля 1941 войска армии заняли оборону в следующем порядке: 10-й стрелковый корпус (остатки 10-й стрелковой дивизии, 22-я мотострелковая дивизия оперативных войск НКВД СССР, полк 11-й стрелковой дивизии) занимал оборону от Пярну до озера Выртсъярв, прикрывая Таллинское направление. 11-й стрелковый корпус (остатки 48-й и 125-й стрелковых дивизий и батальон 11-й стрелковой дивизии) занял оборону по северному берегу реки Эмайыги от озера Выртсъярв до Чудского озера. 11-я стрелковая дивизия находилась в резерве. Противодесантную оборону побережья Эстонии на участке Палдиски, Хаапсалу, Пярну осуществляла 16-я стрелковая дивизия, оборону островов Моонзундского архипелага вела 3-я стрелковая бригада. Войска армии вошли в боевое соприкосновение с противником 8 июля 1941 года, то есть в период Прибалтийской операции, однако, учитывая дальнейшее развитие событий, есть смысл рассматривать их в рамках Ленинградской оборонительной операции
Ленинградская стратегическая оборонительная операция (1941)
К началу операции на 8-ю армию возлагалась задача обороны рубежа от Балтийского моря до Чудского озера протяжённостью до 225 километров, а кроме того, 250 километров побережья и островов Моонзундского архипелага. В наличии в армии имелись только понесшие потери в предыдущих боях шесть стрелковых дивизий и одна стрелковая бригада.
От района южнее Тюри и немного не доходя побережья Балтийского моря, позиции занимали остатки 10-го стрелкового корпуса в виде 10-й стрелковой дивизии и 22-й мотострелковой дивизии НКВД. В прибрежной полосе севернее Пярну шириной 30-40 километров войск не было вообще, исключая пограничные части, отшедшие из Пярну и небольшие отряды народного ополчения. Далее на юго-восток по реке Эмайыги от Инэсуу до Вейбри занимали позиции остатки 125-й стрелковой дивизии, от Вейбри до берега Чудского озера — остатки 48-й стрелковой дивизии.
Немецкое командование явно недооценило возможности 8-й армии к сопротивлению и повело наступление силами только двух дивизий (61-й и 217-й), а также частью сил 1-го армейского корпуса.
8 июля 1941 года немецкие войска попытались прорвать оборону армии на рубеже реки Эмайыги в полосе 11-го стрелкового корпуса, но атака была отбита. В этот же день немецкие войска начали наступление на Вильянди, прорвали оборону частей армии и заняли город, но дальше продвинуться не смогли. Прорыв был остановлен в 17 километрах севернее города, силами 22-й мотострелковой дивизии НКВД и резервной 11-й стрелковой дивизии без одного полка.
Но наиболее тяжёлая обстановка в полосе армии сложилась севернее Пярну. Передовые части 217-й пехотной дивизии прорвали непрочную оборону армии и начали развивать наступление на Аудру, Таллин и Тюри, к вечеру 9 июля 1941 года пройдя половину расстояния от Пярну до Таллина. 8-я армия последними резервами организовала контрудар, в котором приняли участие остатки 10-й стрелковой дивизии, свежая 16-я стрелковая дивизия, пограничники и отряды народного ополчения. С 9 по 15 июля 1941 года армия ведёт бои в месте прорыва, в районе Марьямаа, в результате чего немецкие войска были отброшены назад на 30 километров. После этого линия фронта на некоторое время сравнительно стабилизировалась. 15 июля 1941 года 61-я пехотная дивизия совершила попытку нанести удар в стык 10-го и 11-го стрелковых корпусов в направлении на Пылтсамаа, но успеха не имела.
14 июля армия передана в состав Северного фронта.
18 июля 1941 года немецкое наступление было приостановлено. Для целей овладения Эстонией в полосу действий 8-й армии были переброшены три дивизии (291-я, 93-я и 207-я охранная дивизии); управление 42-го армейского корпуса.
Вновь немецкие войска перешли в наступление на части 8-й армии 22 июля 1941 года. Удар был нанесён на участке Пылтсамаа — Тюри в стык советских 10-го и 11-го стрелковых корпусов и развивался по двум направлениям: к Финскому заливу через Тюри и на Муствеэ. Главный удар был направлен на рассечение 8-й армии с изоляцией Таллина, вторым ударом осуществлялся выход на северо-западное побережье Чудского озера с отсечением 11 стрелкового корпуса. 25 июля 1941 года немецкие войска выполнили задачу вспомогательного удара, отрезав и прижав к берегу Чудского озера 11-й стрелковый корпус. 8-я армия силами двух полков 16-й стрелковой дивизии попыталась нанести контрудар на Муствеэ, оказавшийся безуспешным. 11-й стрелковый корпус был уничтожен, из окружения вышли лишь около 3 тыс. деморализованных бойцов. Его остатки и отошедшие на восток части 8-й армии впоследствии организовывали оборону от Чудского озера в районе Муствеэ до Финского залива несколько восточнее Кунды
На направлении главного удара (61-я пехотная дивизия 24 июля 1941 года взяла Тюри, который был отбит контратакой 98-го стрелкового полка 10-й стрелковой дивизии, 22-й мотострелковой дивизии НКВД, и 1-го латышского рабочего полка и вновь 25 июля 1941 года Тюри оставлен. Немецкие войска провели перегруппировку, сместив свои усилия на северо-восток. 31 июля 1941 года немецкие части прорвались к станции Тамсалу, двигаясь на Раквере. 4 августа 1941 года противник взял Тапа, перерезав шоссе Таллин — Ленинград, 6 августа 1941 года вышел к Кадрина, 7 августа 1941 года овладел Раквере и прорвался в Кунда к Финскому заливу, тем самым отрезав Эстонию. 8-я армия таким образом была рассечена.
После выхода к заливу противник развернул свои части на противоположные направления: оставив полк 207-й охранной дивизии для береговой обороны, 26-й армейский корпус развернулся для действий против части войск 8-й армии в сторону Нарвы, а 42-й армейский корпус— против другой части войск 8-й армии в направлении Таллина.
8 августа 1941 года части 8-й армии наносят контрудара с двух сторон: с востока и запада, с целью соединения своих частей, окружения и уничтожения прорвавшихся к заливу частей противника. Наступавшие с запада 156-й стрелковый полк 16-й стрелковой дивизии, латышский полк 10-й стрелковой дивизии и части 22-й мотострелковой дивизии НКВД, поддерживаемые двумя канонерскими лодками, батареей 130-мм орудий и самолётами ВВС, продвинулись на расстояние от 12 до 22 километров, а передовыми подразделениями ещё дальше. Однако 291-я и 93-я пехотные дивизии утром 8 августа 1941 года нанесли удар на восток от Кунды. Советские войска были вынуждены оставить Йыхви и начать отход вдоль железной дороги на Нарву. Разрыв между частями 8-й армии увеличился до 80 километров и контрудар был прекращён. До 19 августа 1941 года части 8-й армии, окружённые под Таллином, совершенствовали свою оборону.
Немецкий 26-й армейский корпус продолжал наступать на Нарву вдоль шоссейной и железной дорог Таллин — Нарва, стремясь выйти на оперативный простор для наступления на Ленинград. Остатки 11-го стрелкового корпуса, 118-я стрелковая дивизия и 268-я стрелковая дивизия с боями отходили по Нарвскому перерешейку в направлении Нарвы — Кингисеппа. 17 августа 1941 года Нарва была оставлена и части армии отступали на восток по берегу Финского залива и по Копорскому плато.
В Эстонии оставались отрезанные и прижатые к Таллину части 8-й армии, подчинённые 17 августа 1941 года Балтийскому флоту.
Таллин был взят 28 августа 1941 года и остатки отрезанных частей 8-й армии эвакуировались в Кронштадт, и в большинстве своём не попали обратно в подчинение 8-й армии.
Перед войсками 8-й армии, отступавших от Нарвы 25 августа 1941 года была поставлена задача прочно удерживать рубеж Глубокий Ручей — река Луга до Манновки — Килли, особо прочно прикрывая направление на Котлы. В течение трёх дней пополняемая армия вместе с войсками Копорской оперативной группы (3 сентября 1941 года включена в состав армии) ведёт напряжённые бои в районах Котлы, Копорье, постепенно отступая к Финскому заливу
27 августа 1941 года армия вошла в состав Ленинградского фронта. К 7 сентября 1941 года армия была вынуждена отойти на промежуточный рубеж и закрепились на рубеже река Воронка, Большое Горлово, Порожки, Ропша. Так возникла южная часть Ораниенбаумского плацдарма, на правом фланге армии противник больше не предпринимал особо активных боевых действий.
8 сентября 1941 года немецкие войска перешли в наступление, в том числе и против войск левого фланга 8-й армии. Развернулись ожесточённые бои в районах Гостилиц, Кипени, с 10 сентября 1941 года в районах Керново — Средние Лужки — Вереполь — Варваринское — Порожки — Петровское — Ропша. Под ударами немецких войск части армии были вынуждены отходить на север, к Финскому заливу. С 14 сентября 1941 года армия, силами 11-й, 10-й стрелковых дивизий и 2-й дивизии народного ополчения наносила контрудар в направлении Красного Села, однако немецкие войска вновь отбросили части армии, и 16 сентября 1941 года вышли на побережье Финского залива, а 20-22 сентября 1941 года отбросили войска армии к Петергофу, таким образом армия вновь оказалась отрезанной от сил фронта, и возник Ораниенбаумский плацдарм. Бои по периметру Ораниенбаумского плацдарма армия ведёт весь сентябрь и октябрь 1941 года, как наступательные, так и оборонительные. В основном бои шли в районе Петергофа и южнее. Тем не менее, советское командование уже с 19 сентября 1941 года начало снимать с плацдарма части 8-й армии, с конца октября 8-я армия уже массово эвакуировалась с плацдарма и к 4 ноября 1941 года переброска частей армии была закончена. В район Ленинграда были вывезены шесть стрелковых дивизий и другие части, тылы, штабы общей численностью до 25 тысяч человек. Управление 8-й армии было передислоцировано через Ленинград в район восточнее города, первый эшелон штаба разместился в Озерках, второй — в Колтушах.
С 7 ноября 1941 года управлению 8-й армии были подчинены войска расформированной Невской оперативной группы и в ноябре 1941 — январе 1942 года армия вела оборону правого берега Невы от устья реки Тосна до берега Ладожского озера и бои за удержание и расширение плацдарма у Московской Дубровки. В армии на январь 1942 года насчитывалось всего 12 500 человек.

### 1942 год
В конце января 1942 года управление армии во исполнение Директивы Ставки ВГК № 170045 командующим Ленинградского и Волховского фронтов о формировании 8-й армии и 4-го стрелкового корпуса от 26 января 1942 года, было передислоцировано по льду Ладожского озера на его южный берег, где 28 января 1942 года объединило войска Синявинской оперативной группы 54-й армии (интересно, что управление Синявинской оперативной группы совершило обратный путь, послужив основой для формирования Невской оперативной группы 2-го формирования).
Соединения армии заняли оборону фронтом на запад по так называемому «бутылочному горлышку», образованному немецкими войсками, вышедшими к Ладожскому озеру, от южного берега озера до Кировской железной дороги у станции Малукса. На левом фланге, по рубежу Теребочево, Сотово, Малукса, Тосно, к армии примыкали части 54-й армии, развёрнутые фронтом на юг. До августа 1942 года ведёт оборону вверенного рубежа, проводя бои местного значения.
C 27 августа 1942 года части армии, после более чем двухчасовой артиллерийской подготовки, перешли в наступление в ходе Синявинской операции. Прорыв в полосе армии (а она наносила главный удар в ходе операции) планировался на участке шириной 15 километров, глубиной в 16 километров, а в направлении Отрадного — 28 километров. Перед войсками армии оборону держали 223-я и 227-я пехотные дивизии и два сводных полка.
Войска армии имели в первом эшелоне наступления 7 стрелковых дивизий, 7 отдельных танковых батальонов и мощную группировку артиллерии: около 600 орудий, пять полков БМ-13 и пять полков БМ-30. 128-я стрелковая дивизия обеспечивала оборону фронта всей армии от Ладожского озера до места прорыва, 1-я стрелковая бригада — стык с соседней, 54-й армией. Первый эшелон наступления (собственно 8-я армия) по плану операции должен был наступать на Синявино — Московская Дубровка, второй эшелон (4-й гвардейский стрелковый корпус) — на Отрадное — Мгу; кроме того в резерве фронта находилась восстановленная 2-я ударная армия.
В первый день наступления 24-я гвардейская стрелковая дивизия и 265-я стрелковая дивизия форсировали реку Чёрная и сумели вклиниться в весьма оборудованную оборону противника на 1,5 — 2,5 километра в глубину на участке Гонтовая Липка (которая в конечном итоге неоднократно штурмовалась, но так и осталась в руках противника, оставшись, хоть и в окружении, единственным неотбитым участком на реке Чёрная) — Тортолово. Во второй день наступления в бой была введена 19-я гвардейская стрелковая дивизия, которая в упорных боях смогла вклиниться на более чем 5 километров и выйти на подступы к хорошо укреплённому опорному пункту войск противника Синявино. 265-я стрелковая дивизия захватила Эстонский посёлок. Немецкая 223-я пехотная дивизия, недавно прибывшая из Франции была рассеяна. Противник предпринял ответные меры, подтянув резервы (так 170-я дивизия прибыла во Мгу из Крыма, XXVI армейский корпус прибыл на реку Чёрная), и ввёл в бой VIII авиакорпус Рихтгофена, который обрушил на наступающие советские войска тонны бомб.
19-я гвардейская стрелковая дивизия под огнём из укреплений Синявино, контратаками с юга, авианалётами, 30-31 августа 1942 года штурмует Синявино. 3-я гвардейская стрелковая дивизия завязла в боях с 28-й пехотной дивизией за Рабочий посёлок № 5. 24-я гвардейская стрелковая дивизия сумела продвинуться за два дня наступления на 8 километров и 29 августа 1942 года перерезать железную дорогу Мга — Шлиссельбург, таким образом сократив расстояние до плацдарма у Московской Дубровки до 5-6 километров, но там столкнулась с организованной обороной. Уже на пятые сутки наступления, попытки частей армии продвинуться не принесли никаких результатов. В полосе армии был введён второй эшелон из резерва фронта — 4-й гвардейский стрелковый корпус, но немецкие войска остановили и его. C 4 сентября 1942 года советские войска не имели продвижения вообще. В конце концов, 8 сентября 1942 года был введён и третий эшелон фронта — 2-я ударная армия, но и она, немного улучшив положение, не сумела развить наступление, а с 10 сентября 1942 года отбивает контратаки противника, имеющие целью «срезать» клин советских войск у основания и тем самым окружить наступающие советские войска.
Части 8-й армии к 20 сентября уже понесли огромные потери, так на две дивизии 4-го гвардейского корпуса насчитывалось только 853 человека в строю, но понуждаемые командованием, продолжали безуспешные и кровопролитные попытки штурма немецких опорных пунктов в Синявино, Рабочем посёлке и иных населённых пунктах. 22 сентября при мощной поддержке авиации в атаку под основание клина советских войск у Тортолово пошла немецкая 132-я пехотная дивизия. Развязались тяжелейшие бои для обеих сторон: 132-я дивизия потеряла только в первый день наступления 16 офицеров и 494 солдата, но 25 сентября 1942 года ей удалось пробиться в Гайтолово и перерезать узкоколейку, ведущую в Синявино, установив связь с частями XXVI армейского корпуса. Так образовался котёл окружения у Синявино. С 28 сентября 1942 года начался отвод войск в том числе и 8-й армии из котла на исходный рубеж по реке Чёрная. Из состава войск 8-й армии к середине октября 1942 года вышло из окружения только 2610 человек, таким образом армия была практически уничтожена.
Остатки армии до января 1943 года держат оборону на прежних позициях.

### 1943 год
По мере развёртывания для проведения операции «Искра» войск 2-й ударной армии от Ладожского озера на юг, полоса обороны армии сворачивалась на юг, в конечно итоге к началу операции разделительная линия между армиями прошла по рубежу Гайтолово, и затем армия занимала рубеж Гайтолово — Тортолово — Мишкино — Поречье. В ходе операции перед войсками армии ставилась ограниченная задача по обеспечению южного фланга 2-й ударной армии. К началу операции армия располагала 52 500 человеками, 785 орудиями и миномётами и 92 танками.
Для выполнения задачи армия наносила ограниченный удар на участке Гайтолово — Мишкино силами 80-й стрелковой дивизии, 73-й морской стрелковой бригады при поддержке 25-го отдельного танкового полка, 107-го отдельного танкового батальона, и девяти артиллерийских полков в направлении Тортолово, посёлок Михайловский. Задача развития наступления возлагалась на 364-ю стрелковую дивизию. В ходе наступления войска армии особого успеха не достигли, но, собственно, перед ней и не ставились широкомасштабные задачи. Части, задействованные на правом фланге армии, вели бои как на Тортолово, так и на Синявино.
С 19 марта 1943 года армия вновь в ходе операции (Мгинско-Шапкинская наступательная операция), задачей которой было нанесение удара южнее Мги, на соединение в районе Вайтолово с войсками 55-й армии, также наносившей удар навстречу 8-й армии. Для наступления армия выстроилась в два эшелона, первый из пяти стрелковых дивизий, четырёх танковых полков и всей армейской а также приданной артиллерии. Второй состоял из трёх стрелковых дивизий и двух танковых бригад. Удар силами армии наносился южнее Вороново, для чего потребовалась перегруппировка. Против армии стояли части 223-й пехотной дивизии и 223-й охранной дивизии.
После более чем двухчасовой артиллерийской подготовки, 19 марта 1943 года, части армии перешли в наступление в направлении на Карбусель. За три дня наступления войскам армии удалось прорвать передний край обороны противника на фронте в 7 километров и углубиться в оборону на расстояние от 3 до 4 километров. Собранный из войск второго эшелона подвижный отряд в составе 191-го гвардейского стрелкового полка 64-й гвардейской дивизии и танкового батальона 122-й танковой бригады прорвался к железной дороге Мга — Кириши, перерезал её, но и сам был отрезан от своих. Немецкое командование перебросило к участку прорыва части 11-й, 21-й и 121-й пехотных дивизий и непрерывно контратаковали советские войска. 20 марта 1943 года в бой через атакующие порядки армии были введены две резервные дивизии, в результате чего соединения армии перемешались, и управление войсками было утрачено. Клубок распутали только к 22 марта 1943 года, но наступление армии уже не развивалось, а к 2 апреля 1943 года, с подходом немецких резервов в виде 69-й пехотной и 5-й горнострелковой дивизий совсем захлебнулось, и армия перешла к обороне на достигнутых рубежах.
Вновь попытка соединения с войсками Ленинградского фронта армия предпринимает в ходе Мгинской наступательной операции.
Перед частями армии стояла задача наступления на направлении главного удара в полосе между Вороново и Поречье в направлении на посёлок Михайловский и Мгу, где должно было произойти соединение с войсками Ленинградского фронта. Всего армия должна была преодолеть 14 километров.
Перед началом операции в армии насчитывалось 11 стрелковых дивизий и 2 стрелковые бригады. Ударная группа состояла из двух эшелонов, в первом из которых было четыре стрелковые дивизии каждая с приданным танковым полком, во втором четыре стрелковые дивизии и две танковые бригады. В резерве оставалась 286-я стрелковая дивизия и 58-я стрелковая бригада. Ширина наступления составляла 13,5 километра.
С 22 июля 1943 года армия перешла в наступление и за месяц наступления в актив смогла записать себе только захват первой оборонительной полосы противника и 12 августа 1943 года опорного пункта Поречье, при этом понеся большие потери.
До января 1944 года армия находится на обороне на тех же позициях

### 1944 год
На первом этапе Ленинградско-Новгородской стратегической наступательной операции 8-я армия принимала ограниченное участие: в ночь на 21 января 1944 года она перешла в наступление на Мгу, преследуя войска противника, отходящие из района Мга — Тосно. Приняв участие в освобождении Мги, вечером 24 января 1944 года части армии подошли к Тосно, где армия передала свои войска и занимаемую полосу 54-й армии. Управление армии было передислоцировано в район юго-западнее Новгорода, где получило в подчинение два стрелковых корпуса и части усиления. С 27 января 1944 года части армии ведут наступление по двум направлениям: на Уторгош — Струги Красные, обходя Лугу с юго-востока и на Шимск вдоль берега озера Ильмень. Что касается Шимска, то там войска армии остановились перед упорной обороной противника, что позволило ему 18-19 февраля 1944 года эвакуировать войска из Старой Руссы. В районе Уторгоша наступление войск армии 1 февраля 1944 года было остановлено контрударом от Луги и Уторгоша (12-я танковая, 121-я пехотная и 285-я охранная дивизии), в результате которого надёжно были отрезаны в районе Елемцы-Заплюсье-Замошье-Великое Село-Конезерье 256-я стрелковая дивизия, части 372-й стрелковой дивизии и 5-й партизанской бригады. Бои за освобождение дивизий из кольца и бои советских частей в кольце продолжались около двух недель, и армия в это время не продвигалась.
В конце февраля 1944 года управление 8-й армии, в очередной раз передав часть войск в другую армию (59-ю) из района Луги было передислоцирована к северному берегу Чудского озера, где немецкими войсками была организована оборона по реке Нарве. Управлению армии были подчинены части, находящиеся южнее и юго-западнее Нарвы, и войска на основном Нарвском плацдарме, в районе Аувере
На север от плацдарма (западнее Нарвы) держал оборону в частности 3-й танковый корпус СС, в которому подчинялись, например, известный 502-й тяжёлый танковый батальон, дивизия СС «Фельдхернхалле». 18 марта 1944 года части 8-й армии перешли в наступление, прорвав оборону 61-й пехотной дивизии. В район прорыва у деревни Лембиту были подтянуты резервы, и к исходу дня противник контрнаступлением восстановил положение. 19 марта 1944 года 8-я армия опять предприняла попытку наступления, и вновь последовала контратака. До 22 марта 1944 года продолжаются тяжёлые встречные бои, в результате чего 8-й армии не удался прорыв, но и немецким частям не удалось отбросить части 8-й армии за Нарву. 26 марта 1944 года немецкие войска перешли в наступление на части 8-й армии. 170-я, 11-я, 58-я дивизии, при поддержке 502-го батальона «Тигров» смогли отвоевать в тяжёлых трёхдневных боях, стоивших больших потерь обеим сторонам, так называемый «Западный мешок», выступ плацдарма у Вайвары, а 61-я пехотная дивизия отвоевала часть плацдарма на востоке.
С 19 апреля 1944 года немецкие войска вновь перешли в наступление (170-я, 61-я, 122-я дивизии и тот же 502-й тяжёлый танковый батальон) с намерением сбросить войска 8-й армии в Нарву, но части армии сумели в тяжелейших боях отстоять плацдарм. 24 апреля 1944 года при мощнейшей поддержке авиации (3-й бомбардировочной эскадры) вновь было предпринято наступление противника и вновь было остановлено. Фронт в полосе армии стабилизировался, и проходил от места немного севернее впадения реки Пята в Нарву, на запад южнее Аувере, через 16 километров сворачивал на юг, шёл через болота на Омати и возвращался к реке Нарве. До июля 1944 года армия находится в обороне.
С 24 июля 1944 года 8-я армия с плацдарма наступает в ходе Нарвской наступательной операции; против неё оборонялась Оперативная группа «Нарва», непосредственно в полосе армии вели оборону 20-я эстонская дивизия СС и 11-я пехотная дивизия.
После мощнейшей артиллерийской подготовки в направлении на Аувере и северо-западнее перешли в наступление 201-я стрелковая дивизия и 120-я стрелковая дивизия, однако 12-часовой бой успеха не принёс. Тем не менее, удар советских войск вынудил немецкое командование к отводу соединений на рубеж «Танненберг», войска выводились достаточно планомерно, но не полностью: так, севернее Аувере был полностью уничтожен 48-й мотопехотный полк СС. 8-я армия приступила к ожесточённым боям по рубежу «Танненберг», проходящему по реке Нарва, но прорвать заранее подготовленную уплотнённую оборону оказалась не в состоянии. Активные атаки на рубеж продолжались вплоть до 10 августа 1944 года.
В сентябре 1944 года армия приступила к проведению Таллинской наступательной операции.
Планировалось, что армия перейдёт в наступление тогда, когда 2-я ударная армия, переброшенная вследствие развития событий западнее Псковского озера, прорвёт оборону противника и вынудит его к отходу с рубежа «Танненберг». Это и произошло: немецкое командование начало отвод войск не только с рубежа, но и вообще из Эстонии, и в ночь на 19 сентября 1944 года армия приступила к преследованию противника. К 20 сентября 1944 года части армии продвинулись на расстояние около 70 километров, овладели Раквере, а 22 сентября 1944 года вошли в оставленный немецкими войсками Таллин. Бои под Таллином велись только передовыми разведотрядами армии.
В Моонзундской десантной операции на острова Моонзундского архипелага кораблями Балтийского флота высажены 2 стрелковых корпуса 8-й армии и бригада морской пехоты общей численностью более 60 тысяч человек.
С 27 сентября 1944 года 8-я армия проводит Моонзундскую десантную операцию, в результате которой до 23 ноября 1944 года силами армии были освобождены острова Моонзундского архипелага.

### 1945 год
Уже с декабря 1944 года войска армии в боях не участвовали, а находились на противодесантной обороне побережья Эстонии.

## Расформирование
При расформировании Ленинградского фронта армия с 10 июля 1945 года входила в состав Ленинградского военного округа (части армии дислоцировались на территории Эстонской ССР, которая в то время входила в этот округ).
Управление армии в октябре 1945 года было направлено в Новосибирск, там обращено на доукомплектование штаба Западно-Сибирского военного округа и окончательно расформировано в том же месяце.

## Командный состав

### Командующие
- Собенников Пётр Петрович (11.03 — 30.06.1941),
- Иванов Фёдор Сергеевич (30.06 — 24.07.1941),
- Любовцев Илья Михайлович (24.07 — 6.08.1941),
- Пшенников Пётр Степанович (7.08 — 1.09.1941),
- Щербаков Владимир Иванович (1 - 24.09.1941),
- Шевалдин Трифон Иванович (24.09 — 28.11.1941),
- Бондарев Андрей Леонтьевич (28.11.1941 — 28.01.1942),
- Сухомлин Александр Васильевич (28.01 — 22.04.1942),
- Стариков Филипп Никанорович (22.04.1942 — 10.1945),

### Члены Военного совета
- Шабалов Сергей Иванович (18.09.1939 — 7.07.1941),
- Чухнов Иван Филиппович (7.07 — 24.09.1941),
- Субботин Никита Егорович (8.08 - 20.11.1941),
- Окороков Андрей Дмитриевич (25.09.1941 — 30.04.1942),
- Мельников Семён Иванович (28.11.1941 - 21.06.1942),
- Сосновиков Владимир Васильевич (2.05 — 5.12.1942),
- Панков Сергей Иванович (21.06 - 15.08.1942),
- Кудрявцев Василий Николаевич (27.08.1942 - 31.05.1943),
- Зубов Василий Алексеевич (6.12.1942 — 9.07.1945),
- Кузнецов Михаил Георгиевич (25.06 - 28.09.1943).

### Начальники штаба
- Ларионов Георгий Андреевич (06.1940 — 1.08.1941),
- Смирнов Василий Иванович (2.08 — 25.09.1941),
- Кокорев Пётр Иванович (25.09.1941 — 14.12.1942),
- Головчинер Борис Михайлович (15.12.1942 — 9.07.1945).

### Начальники АБТО армии, заместитель командующего армии по т/в, командующиe БТ и МВ[17]
- 09.1939 — 11.1940 Кукушкин, Дмитрий Владимирович, полковник
- Кукушкин, Александр Васильевич, майор
- 30.09.1941 — 10.04.1942 Андрющенко, Григорий Яковлевич, майор, подполковник
- 00.04.1942 — 00.07.1943, Барышников, Иван Николаевич, полковник, генерал-майор танковых войск.
- 09.06.1943 — 03.10.1945, ио Зазимко, Андрей Владимирович, полковник, с 10.09.1943 генерал-майор т/в

## Боевой состав

### Перечень соединений и воинский частей, входивших в состав армии
В разное время в состав армии входили:

#### Стрелковые и кавалерийские соединения
Корпуса

| - 6-й гвардейский стрелковый корпус - 30-й гвардейский стрелковый корпус - 6-й стрелковый корпус - 7-й стрелковый корпус - 8-й стрелковый корпус - 10-й стрелковый корпус - 11-й стрелковый корпус | - 14-й стрелковый корпус - 19-й стрелковый корпус - 43-й стрелковый корпус - 65-й стрелковый корпус - 99-й стрелковый корпус - 108-й стрелковый корпус - 109-й стрелковый корпус | - 112-й стрелковый корпус - 115-й стрелковый корпус - 117-й стрелковый корпус - 119-й стрелковый корпус - 122-й стрелковый корпус - 124-й стрелковый корпус |

Дивизии

| - 3-я гвардейская стрелковая дивизия - 19-я гвардейская стрелковая дивизия - 24-я гвардейская стрелковая дивизия - 45-я гвардейская стрелковая дивизия - 63-я гвардейская стрелковая дивизия - 64-я гвардейская стрелковая дивизия - 2-я стрелковая дивизия - 7-я стрелковая дивизия - 10-я стрелковая дивизия - 11-я стрелковая дивизия - 16-я стрелковая дивизия - 18-я стрелковая дивизия - 43-я стрелковая дивизия - 46-я стрелковая дивизия - 48-я стрелковая дивизия - 67-я стрелковая дивизия - 72-я стрелковая дивизия - 80-я стрелковая дивизия - 85-я стрелковая дивизия - 86-я стрелковая дивизия | - 90-я стрелковая дивизия - 98-я стрелковая дивизия - 109-я стрелковая дивизия - 118-я стрелковая дивизия - 120-я стрелковая дивизия - 123-я стрелковая дивизия - 124-я стрелковая дивизия - 125-я стрелковая дивизия - 128-я стрелковая дивизия - 131-я стрелковая дивизия - 165-я стрелковая дивизия - 168-я стрелковая дивизия - 189-я стрелковая дивизия - 191-я стрелковая дивизия - 196-я стрелковая дивизия - 201-я стрелковая дивизия - 225-я стрелковая дивизия - 229-я стрелковая дивизия - 239-я стрелковая дивизия - 249-я стрелковая дивизия | - 256-я стрелковая дивизия - 265-я стрелковая дивизия - 268-я стрелковая дивизия - 281-я стрелковая дивизия - 286-я стрелковая дивизия - 291-я стрелковая дивизия - 294-я стрелковая дивизия - 311-я стрелковая дивизия - 314-я стрелковая дивизия - 327-я стрелковая дивизия (1ф) - 327-я стрелковая дивизия (2ф) - 364-я стрелковая дивизия - 372-я стрелковая дивизия - 374-я стрелковая дивизия - 377-я стрелковая дивизия - 378-я стрелковая дивизия - 379-я стрелковая дивизия - 382-я стрелковая дивизия - 1-я стрелковая дивизия внутренних войск НКВД СССР - 22-я мотострелковая дивизия внутренних войск НКВД СССР |

Бригады

| - 1-я стрелковая бригада - 1-я горнострелковая бригада - 2-я бригада морской пехоты Балтийского флота - 4-я бригада морской пехоты Балтийского флота - 6-я бригада морской пехоты Балтийского флота | - 3-я стрелковая бригада - 11-я стрелковая бригада - 14-я стрелковая бригада - 22-я стрелковая бригада - 53-я стрелковая бригада | - 58-я стрелковая бригада - 73-я стрелковая бригада - 73-я морская стрелковая бригада |

Иные отдельные подразделения

| - 76-й Латышский особый стрелковый полк - 1-й истребительный батальон Ленинградского фронта - 2-й истребительный батальон Ленинградского фронта - 4-й истребительный батальон Ленинградского фронта - 5-й истребительный батальон Ленинградского фронта - 59-й отдельный лыжный батальон - 109-й отдельный пулемётно-артиллерийский батальон | - 124-й отдельный пулемётно-артиллерийский батальон - 273-й отдельный лыжный батальон - 274-й отдельный лыжный батальон - 266-й отдельный пулемётно-артиллерийский батальон - 291-й отдельный пулемётно-артиллерийский батальон - 345-й отдельный пулемётно-артиллерийский батальон |

Укреплённые районы
- 9-й укреплённый район
- 14-й укреплённый район
- 44-й укреплённый район
- 48-й укреплённый район
- 79-й укреплённый район
- 162-й укреплённый район

#### Артиллерийские и миномётные соединения
Корпуса (со входящими подразделениями)
- 8-й артиллерийский корпус прорыва

| - - 18-я артиллерийская дивизия прорыва - 65-я лёгкая артиллерийская бригада - 58-я гаубичная артиллерийская бригада - 2-я тяжёлая гаубичная артиллерийская бригада - 80-я тяжёлая гаубичная артиллерийская бригада - 120-я гаубичная артиллерийская бригада большой мощности - 42-я миномётная бригада | - - 23-я артиллерийская дивизия прорыва - 79-я лёгкая артиллерийская бригада - 38-я гаубичная артиллерийская бригада - 3-я тяжёлая гаубичная артиллерийская бригада - 96-я тяжёлая гаубичная артиллерийская бригада - 21-я гвардейская гаубичная артиллерийская бригада большой мощности - 28-я миномётная бригада |

Дивизии (со входящими подразделениями)

| - 2-я артиллерийская дивизия - 20-я лёгкая артиллерийская бригада - 7-я пушечная артиллерийская бригада - 4-я гаубичная артиллерийская бригада - 5-я миномётная бригада - 7-я зенитная артиллерийская дивизия - 465-й зенитный артиллерийский полк - 474-й зенитный артиллерийский полк - 602-й зенитный артиллерийский полк - 634-й зенитный артиллерийский полк | - 17-я артиллерийская дивизия - 37-я лёгкая артиллерийская бригада - 39-я пушечная артиллерийская бригада - 50-я гаубичная артиллерийская бригада - 22-я миномётная бригада - 32-я зенитная артиллерийская дивизия - 1377-й зенитный артиллерийский полк - 1387-й зенитный артиллерийский полк - 1393-й зенитный артиллерийский полк - 1413-й зенитный артиллерийский полк | - 41-я зенитная артиллерийская дивизия - 244-й зенитный артиллерийский полк - 245-й зенитный артиллерийский полк - 463-й зенитный артиллерийский полк - 634-й зенитный артиллерийский полк - 45-я зенитная артиллерийская дивизия - 737-й зенитный артиллерийский полк - 1465-й зенитный артиллерийский полк - 1466-й зенитный артиллерийский полк |

Бригады
- 5-я гвардейская миномётная бригада
- 9-я артиллерийская бригада ПТО
- 7-я гвардейская миномётная бригада реактивной артиллерии
- 10-я гвардейская миномётная бригада реактивной артиллерии
- 12-я гвардейская миномётная бригада реактивной артиллерии
- 30-я миномётная бригада
- 121-я гаубичная артиллерийская бригада большой мощности
- 51-я пушечная артиллерийская бригада
- 81-я пушечная артиллерийская бригада
- 161-я пушечная артиллерийская бригада

Полки

| - 8-й гвардейский пушечный артиллерийский полк - 12-й гвардейский пушечный артиллерийский полк - 13-й гвардейский пушечный артиллерийский полк - 14-й гвардейский пушечный артиллерийский полк - 18-й гвардейский миномётный полк реактивной артиллерии - 20-й гвардейский миномётный полк реактивной артиллерии - 24-й гвардейский миномётный полк реактивной артиллерии - 29-й гвардейский миномётный полк реактивной артиллерии - 30-й гвардейский миномётный полк реактивной артиллерии - 38-й гвардейский миномётный полк реактивной артиллерии - 40-й гвардейский корпусной артиллерийский полк - 42-й гвардейский корпусной артиллерийский полк - 69-й гвардейский тяжёлый миномётный полк - 71-й гвардейский армейский артиллерийский полк - 81-й гвардейский тяжёлый миномётный полк - 223-й гвардейский армейский артиллерийский полк - 318-й гвардейский миномётный полк реактивной артиллерии - 319-й гвардейский миномётный полк реактивной артиллерии - 322-й гвардейский миномётный полк реактивной артиллерии - 1-й миномётный полк - 2-й миномётный полк - 3-й миномётный полк - 4-й миномётный полк - 6-й артиллерийский полк ПТО - 7-й артиллерийский полк ПТО - 24-й корпусной артиллерийский полк - 28-й корпусной пушечный артиллерийский полк - 47-й корпусной артиллерийский полк - 51-й корпусной артиллерийский полк - 70-й пушечный артиллерийский полк | - 73-й корпусной артиллерийский полк - 85-й корпусной артиллерийский полк - 101-й гаубичный артиллерийский полк - 104-й миномётный полк - 109-й миномётный полк - 117-й миномётный полк - 116-й корпусной пушечный артиллерийский полк - 120-й миномётный полк - 122-й миномётный полк - 126-й пушечный артиллерийский полк - 138-й корпусной пушечный артиллерийский полк - 144-й миномётный полк - 145-й миномётный полк - 146-й миномётный полк - 137-й гаубичный артиллерийский полк - 154-й корпусной пушечный артиллерийский полк - 168-й гаубичный артиллерийский полк - 172-й гаубичный артиллерийский полк - 174-й миномётный полк - 184-й миномётный полк - 187-й миномётный полк - 191-й миномётный полк - 192-й миномётный полк - 194-й миномётный полк - 244-й зенитный артиллерийский полк - 245-й зенитный артиллерийский полк - 258-й лёгкий артиллерийский полк - 260-й пушечный артиллерийский полк - 367-й армейский пушечный артиллерийский полк - 430-й пушечный артиллерийский полк - 430-й гаубичный артиллерийский полк - 445-й гаубичный артиллерийский полк | - 463-й зенитный артиллерийский полк - 464-й зенитный артиллерийский полк - 499-й миномётный полк - 500-й миномётный полк - 501-й миномётный полк - 503-й миномётный полк - 504-й миномётный полк - 505-й миномётный полк - 506-й миномётный полк - 519-й гаубичный артиллерийский полк - 561-й пушечный артиллерийский полк - 632-й зенитный артиллерийский полк - 634-й зенитный артиллерийский полк - 635-й зенитный артиллерийский полк - 803-й зенитный артиллерийский полк - 827-й гаубичный артиллерийский полк - 882-й артиллерийский полк - 882-й истребительно-противотанковый артиллерийский полк - 884-й истребительно-противотанковый артиллерийский полк - 1016-й пушечный артиллерийский полк - 1096-й пушечный артиллерийский полк - 1097-й пушечный артиллерийский полк - 1157-й корпусной артиллерийский полк - 1163-й пушечный артиллерийский полк - 1164-й пушечный артиллерийский полк - 1197-й гаубичный артиллерийский полк - 1198-й гаубичный артиллерийский полк - 1225-й гаубичный артиллерийский полк - 1468-й зенитный артиллерийский полк |

Дивизионы и другие отдельные подразделения

| - 50-й отдельный гвардейский миномётный дивизион реактивной артиллерии - 509-й отдельный гвардейский тяжёлый миномётный дивизион - 512-й отдельный гвардейский тяжёлый миномётный дивизион - 513-й отдельный гвардейский тяжёлый миномётный дивизион - 514-й отдельный гвардейский тяжёлый миномётный дивизион - 543-й отдельный гвардейский тяжёлый миномётный дивизион - 544-й отдельный гвардейский тяжёлый миномётный дивизион - миномётный батальон без номера - 1-й отдельный миномётный батальон - 2-й отдельный миномётный батальон - 3-й отдельный миномётный батальон - 8-й отдельный воздухоплавательный дивизион аэростатов артиллерийского наблюдения - 20-й отдельный миномётный батальон | - 1-й дивизион 445-го гаубичного артиллерийского полка - 2-й дивизион 1-го гаубичного артиллерийского полка - 24-й отдельный артиллерийский дивизион противотанковой обороны - 15-й отдельный зенитный артиллерийский дивизион - 20-й отдельный зенитный артиллерийский дивизион - 39-й отдельный зенитный артиллерийский дивизион - 70-й отдельный разведывательный артиллерийский дивизион - 73-й отдельный зенитный артиллерийский дивизион - 92-й отдельный зенитный артиллерийский дивизион - 103-й отдельный зенитный артиллерийский дивизион - 108-й отдельный зенитный артиллерийский дивизион - 116-й отдельный зенитный артиллерийский дивизион | - 168-й отдельный зенитный артиллерийский дивизион - 177-й отдельный зенитный артиллерийский дивизион - 213-й отдельный зенитный артиллерийский дивизион - 242-й отдельный зенитный артиллерийский дивизион - 251-й отдельный зенитный артиллерийский дивизион - 315-й отдельный артиллерийский дивизион особой мощности - 317-й отдельный артиллерийский дивизион особой мощности - 409-й отдельный тяжёлый противотанковый артиллерийский дивизион - 432-й отдельный зенитный артиллерийский дивизион - 461-й отдельный зенитный артиллерийский дивизион - 486-й отдельный зенитный артиллерийский дивизион |

#### Танковые и механизированные соединения
| Корпуса - 3-й механизированный корпус - 12-й механизированный корпус Дивизии - 2-я танковая дивизия - 5-я танковая дивизия - 21-я танковая дивизия - 23-я танковая дивизия - 28-я танковая дивизия - 84-я моторизованная дивизия - 202-я моторизованная дивизия - 10-й мотоциклетный полк Бригады - 7-я гвардейская танковая бригада - 16-я танковая бригада - 122-я танковая бригада - 152-я танковая бригада - 185-я танковая бригада Отдельные полки - 32-й гвардейский отдельный танковый полк - 33-й гвардейский отдельный танковый полк - 35-й гвардейский отдельный танковый полк - 50-й гвардейский отдельный танковый полк - 2-й отдельный танковый полк - 2-й отдельный танковый полк - 25-й отдельный танковый полк - 27-й отдельный танковый полк - 45-й отдельный танковый полк - 82-й отдельный танковый полк - 107-й отдельный танковый полк - 185-й отдельный танковый полк | - 245-й отдельный танковый полк Отдельные танковые батальоны - отдельный бронетанковый батальон без номера - 107-й отдельный танковый батальон - 500-й отдельный танковый батальон - 501-й отдельный танковый батальон - 502-й отдельный танковый батальон - 503-й отдельный танковый батальон - 507-й отдельный танковый батальон Отдельные самоходные полки - 394-й гвардейский тяжёлый самоходный артиллерийский полк - 806-й самоходный артиллерийский полк - 938-й самоходный артиллерийский полк - 952-й самоходный артиллерийский полк - 1198-й самоходный артиллерийский полк - 1294-й самоходный артиллерийский полк - 1433-й самоходный артиллерийский полк - 1434-й самоходный артиллерийский полк - 1495-й самоходный артиллерийский полк - 1811-й самоходный артиллерийский полк | Отдельные батальоны и другие подразделения - отдельный автомобильный бронебатальон без номера - 1-й отдельный автомобильный бронебатальон - 2-й отдельный автомобильный бронебатальон - 4-й отдельный автомобильный бронебатальон - 16-й отдельный автомобильный бронебатальон - 32-й отдельный аэросанный батальон - 44-й отдельный аэросанный батальон - 47-й отдельный автомобильный бронебатальон - 49-й отдельный автомобильный бронебатальон - 124-й отдельный автомобильный бронебатальон - 127-й отдельный автомобильный бронебатальон - 283-й отдельный моторизованный батальон особого назначения Бронедивизионы и бронепоезда - 50-й отдельный дивизион бронепоездов - 71-й отдельный дивизион бронепоездов - 72-й отдельный дивизион бронепоездов - 4-й отдельный бронепоезд - 4-й отдельный зенитный бронепоезд - 28-й отдельный бронепоезд - 60-й отдельный бронепоезд - 123-й отдельный зенитный бронепоезд |

#### Авиация
| Дивизии - 257-я смешанная авиационная дивизия Полки - 4-й гвардейский бомбардировочный авиационный полк - 154-й истребительный авиационный полк - 159-й истребительный авиационный полк - 196-й истребительный авиационный полк - 415-й истребительный авиационный полк | - 439-й истребительный авиационный полк - 524-й истребительный авиационный полк - 716-й ближнебомбардировочный авиационный полк - 935-й смешанный авиационный полк Эскадрильи - 65-я отдельная корректировочная авиационная эскадрилья - 119-я отдельная корректировочная авиационная эскадрилья |

#### Инженерные и сапёрные части
Бригады

| - 2-я гвардейская инженерная бригада специального назначения - 1-я инженерно-сапёрная бригада - 3-я сапёрная бригада - 9-я штурмовая инженерно-сапёрная бригада Батальоны - 8-й гвардейский батальон минёров - 2-й отдельный сапёрный батальон - 3-й отдельный инженерный батальон - 5-й отдельный моторизованный инженерный батальон - 12-й отдельный инженерный батальон | - 12-й отдельный сапёрный батальон - 12-й отдельный инженерно-сапёрный батальон - 21-й отдельный моторизованный понтонно-мостовой батальон - 25-й отдельный инженерный батальон - 29-й отдельный сапёрный батальон - 34-й отдельный моторизованный инженерный батальон - 34-й отдельный моторизованный понтонно-мостовой батальон - 36-й отдельный моторизованный понтонно-мостовой батальон - 55-й отдельный моторизованный понтонно-мостовой батальон - 80-й отдельный сапёрный батальон | - 112-й отдельный инженерный батальон - 112-й отдельный сапёрный батальон - 135-й отдельный моторизованный инженерный батальон - 248-й отдельный инженерный батальон - 295-й отдельный сапёрный батальон - 539-й отдельный минно-сапёрный батальон - 770-й отдельный инженерный батальон - 771-й отдельный инженерный батальон - 734-й отдельный минно-сапёрный батальон |

#### Огнемётные части
- 9-й отдельный огнемётный батальон
- 175-я отдельная рота ранцевых огнемётов

#### Части связи
- 34-й отдельный Таллинский ордена Красной Звезды полк связи[18][19]

### Помесячный боевой состав армии
| Дата (в составе фронта)                                               | Стрелковые и кавалерийские соединения                                                                              | Артиллерийские и миномётные соединения | Танковые и механизированные соединения                                                                                               | Авиация                                    | Инженерные и сапёрные части                                     | Огнемётные части |
| --------------------------------------------------------------------- | --- | --- | --- | ------------------------------------------ | --------------------------------------------------------------- | ---------------- |
| 22.06.1941 (Северо-Западный фронт)                                    | 10 ск (10, 48, 90 сд), 11 ск (11, 125 сд), 44 (Каунасский), 48 (Алитусский) УР                                     | 9 арт. бригада ПТО, 47, 51, 73 кап, 39, 242 озад | 12 мк (23, 28 тд, 202 мд, 10 мцп) | -                                          | 25 ип                                                           | -                |
| 01.07.1941 (Северо-Западный фронт)                                    | 10 ск (10, 11 сд), 11 ск (48, 125 сд), управление 65 ск, 22 сд НКВД, 44 УР                                         | 9 арт. бригада ПТО, 47, 51, 73 кап, 39, 242 озад | 12 мк (23, 28 тд), 3 мк (2, 5 тд, 84 мд)                                                                                             | -                                          | 29 осб                                                          | -                |
| 10.07.1941 (Северо-Западный фронт)                                    | 10 ск (10, 90 сд, 22 сд НКВД), 11 ск (48, 125 сд), 11, 67 сд, 3 сбр                                                | 47, 51, 73 кап, 39, 242 озад | 12 мк (23, 28 тд, 202 мд) | -                                          | 29, 80 осб                                                      | -                |
| 01.08.1941 (Северный фронт)                                           | 10 ск (10, 11 сд), 11 ск (16, 48, 125 сд), 118, 268 сд, 22 сд НКВД                                                 | 47, 51, 73 кап, 39, 103 озад | - | -                                          | 29, 80 осб                                                      | -                |
| 01.09.1941 (Ленинградский фронт)                                      | 511, 48, 118, 125, 191, 268 сд, 76 латышский осп, 266 опаб                                                         | 47, 73, 1/24 кап, 39, 103 озад | - | -                                          | -                                                               | -                |
| 01.10.1941 (Ленинградский фронт)                                      | 19 ск (10, 11, 85 сд), 48, 80, 191, 281 сд, 2 бр. морской пехоты, 76 латышский осп                                 | 519 гап РВГК, 2/1 гап, 39, 103, 251 озад | 2 отп, отд. бронетанковый батальон                                                                                                   | 65 каэ                                     | 112, 295 осб                                                    | -                |
| 01.11.1941 (Ленинградский фронт)                                      | 11 сд, 1, 2, 4, 5 истребительные батальоны                                                                         | 519 гап РВГК, 1, 2, 3 оминб, 39, 103, 251 озад | 2 отп | 65 каэ                                     | 34 миб, 112 осб                                                 | -                |
| 01.12.1941 (Ленинградский фронт)                                      | 10, 86, 168, 265 сд, 1 сд НКВД, 11 сбр, 4 бр. морской пехоты                                                       | 101 гап РВГК, 6, 7 ап ПТО, 24 оад ПТО, 20 оминб и оминб (б/н), 20, 39, 133 озад | 107 отп, 28 отд. бронепоезд | 439 иап, 65 каэ                            | 34 миб, 112 осб                                                 | -                |
| 01.01.1942 (Ленинградский фронт)                                      | 10, 86 сд, 1 сд НКВД, 11 сбр, 4 бр. морской пехоты                                                                 | 101 гап, 6, 7 ап ПТО, 20 оминб, 486 озадн | 28 отд. бронепоезд, отд.автобронебатальон (б/н)                                                                                      | 439 иап                                    | 2, 112 осб                                                      | -                |
| 01.02.1942 (Ленинградский фронт)                                      | 128, 265, 286, 294 сд, 1 сд НКВД, 1 гсбр, 6 бр. морской пехоты                                                     | 882 ап | 21 тд, 16 тбр | -                                          | 2, 12, 112 осб, 135 оиб                                         | -                |
| 01.03.1942 (Ленинградский фронт)                                      | 128, 265, 286, 294 сд, 1 гсбр, 59, 273, 274 олыжб                                                                  | 24, 882 ап, 1/445 гап | - | -                                          | 12, 112, 135 оиб                                                | -                |
| 01.04.1942 (Ленинградский фронт)                                      | 128, 177, 265, 286 сд, 1 сбр, 6 бр.морской пехоты, 59 олыжб                                                        | 24, 882 ап | 107 отб, 60 отд. бронепоезд | 154, 159, 196 иап                          | 12, 112 оиб                                                     | -                |
| 01.05.1942 (Ленинградский фронт) Группа войск Волховского направления | 128, 265, 286 сд, 1 сбр                                                                                            | 882 ап | 107 отб, 60 отд. бронепоезд | 154, 159, 196 иап                          | 12, 112 оиб                                                     | -                |
| 01.06.1942 (Ленинградский фронт) Волховская группа войск              | 128, 265, 286 сд, 1 сбр                                                                                            | 71 гв. аап, 445 гап (без 3 д-на), 884 ап ПТО, 50 огв. мдн | 107 отб, 2, 124 автобронебатальоны, 60 отд. бронепоезд                                                                               | 154, 159, 196 иап                          | 12, 112 оиб                                                     | -                |
| 01.07.1942 (Волховский фронт)                                         | 128, 265, 286 сд, 1 сбр                                                                                            | 71 гв. аап, 445 гап (без 3 д-на), 884 лап, 50 огв. мдн | 107 отб, 2, 124 отд.автобронебатальоны, 60 отд. бронепоезд                                                                           | 4 гв. бап, 415, 524 иап, 716 лбап          | 12, 112 оиб                                                     | -                |
| 01.08.1942 (Волховский фронт)                                         | 128, 265, 286 сд, 1 сбр                                                                                            | 71 гв. аап, 445 гап (без 3 д-на), 884 иптап, 50 огв. мдн | 107 отб, 2, 127 автобронебатальоны, 60 отд. бронепоезд                                                                               | 4 гв. бап, 415, 524 иап, 716 лбап, 119 каэ | 12, 112 оиб                                                     | -                |
| 01.09.1942 (Волховский фронт)                                         | 6 гв. ск (3, 19 и 24 гв. сд), 11, 128, 265, 286, 327 сд, 1 сбр                                                     | 8 и 71 гв., 24, 70, 561 аап, 40 и 42 гв. кап, 137, 168, 1197, 1198 гап б/м, 172, 445, 827, 1225 гап, 1163, 1164 пап, 884 иптап, 1, 2, 3, 4, 109, 117, 120, 122, 145, 146 минп, 20 (без 211 д-на), 24 и 30 гв. мп, 69 и 81 гв. тмп, 50 огв. мдн, 509, 512, 513, 514, 543 и 544 огв. тмдн, 244, 245, 463, 464 зенап, 177 озадн            | 16 тбр, 107, 500, 502, 503, 507 отб, 2, 124 отд. автобронебатальоны, 50 одн бронепоездов                                             | -                                          | 3 сбр, 3, 5, 12, 112, 248, 770, 771 оиб, 36, 55 пмб, 539 оминсб | -                |
| 01.10.1942 (Волховский фронт)                                         | 24 гв., 11, 80, 265, 286, 327 сд, 1 сбр                                                                            | 24, 561 аап, 1164 пап, 1197 гап б/м, 884 иптап, 109, 145, 146, 187 минп, 30 гв. мп, 50 огв. мдн, 509, 512 огв. тмдн, 464, 634, 635 зенап, 177 озадн | 16 тбр, 107, 500, 501, 502, 503, 507 отб, 2, 16, 124 отд. автобронебатальоны, 50 одн бронепоездов                                    | -                                          | 3, 12, 112 оиб, 36 пмб                                          | -                |
| 01.11.1942 (Волховский фронт)                                         | 11, 80, 128, 256, 265, 286, 314, 372 сд, 1 сбр                                                                     | 71 гв., 24, 70 аап, 172, 445, 1225 гап, 1164 пап, 884 иптап, 109, 122, 145, 146 минп, 30 гв. мп, 69 гв. тмп, 50 огв. мдн, 509 и 512 огв. тмдн, 244, 463, 634 зенап, 177 озадн | 25 отп, 107, 502 отб, 16, 124 отд.автобронебатальоны, 50 одн бронепоездов                                                            | -                                          | 36 пмб, 112, 135, 770 оиб                                       | -                |
| 01.12.1942 (Волховский фронт)                                         | 11, 80, 128, 256, 265, 286, 314, 327 сд, 1 сбр                                                                     | 71 гв., 70 аап, 884 иптап, 109, 122, 145, 146 минп, 30 гв. мп, 50 огв. мдн, 509 и 512 огв. тмдн, 244, 463, 634 зенап, 177 озадн | 25 отп, 107, 502 отб, 47, 49 автобронебатальоны, 50 одн бронепоездов, 4 отд. бронепоезд                                              | -                                          | 365 оиб, 734 оминсб                                             | -                |
| 01.01.1943 (Волховский фронт)                                         | 80, 265, 286, 364 сд, 1, 53 сбр, 73 морская сбр                                                                    | 71 гв., 70 аап, 884 иптап, 145 минп (5 минбр), 146, 500, 501 аминп, 30 и 318 гв. мп, 509 и 512 огв. тмдн, 41 зенад (244, 245, 463, 634 зенап), 177 озадн | 25 отп, 107, 502 отб, 47, 49 оабрб, 50 одн брп, 4, 123 отд. зенит. бронепоезда                                                       | 935 сап                                    | 112 оиб                                                         | -                |
| 01.02.1943 (Волховский фронт)                                         | 265, 286 сд, 1, 73 сбр                                                                                             | 71 гв., 70 аап, 1096, 1097 пап, 884 иптап, 145 минп (5 минбр), 146, 500, 501 аминп, 30 гв. мп, 41 зенад (244, 245, 463, 634 зенап), 177 озадн | 25 отп, 107, 502 отб, 47, 49 оабрб, 50 одн брп, 4 обрп                                                                               | 935 сап                                    | 112 оиб                                                         | -                |
| 01.03.1943 (Волховский фронт)                                         | 265, 286, 372 сд, 1, 58 сбр                                                                                        | 71 гв. аап, 884 иптап, 146, 500, 501 аминп, 41 зенад (244, 245, 463, 634 зенап), 177 озадн | 25 отп, 107, 502 отб, 47, 49 оабрб, 50 одн брп, 4 обрп                                                                               | 935 сап                                    | 112 оиб                                                         | -                |
| 01.04.1943 (Волховский фронт)                                         | 64 гв., 239, 256, 265, 286, 364, 372, 374, 378, 379, 382 сд, 1, 14, 58 сбр                                         | 2 ад (20 лабр, 7 пабр, 4 габр, 5 минбр), 17 ад (37 лабр, 39 пабр, 50 габр, 22 минбр), 8 и 71 гв., 24, 70 аап, 430, 1016, 1196, 1197 пап БМ, 315, 317 оадн ОМ, 146, 191, 194, 500, 501, 503 аминп, 7, 10, 12 гв. мбр, 29, 30, 318, 319 гв. мп, 41 зенад (244, 245, 463, 634 зенап), 45 зенад (737, 1465, 1466 зенап),177, 213, 461 озадн | 122, 185 тбр, 33, 35 и 50 гв., 25 отп, 1433, 1434 сап, 107, 502 отб, 47, 49 оабрб, 50 одн брп                                        | -                                          | 112 оиб                                                         | -                |
| 01.05.1943 (Волховский фронт)                                         | 18, 256, 265, 286, 364, 372, 374, 379, 382 сд, 1, 58 сбр                                                           | 2 ад (20 лабр, 7 пабр, 4 габр, 5 минбр), 71 гв., 24, 70 аап, 430, 1197 гап БМ, 194, 500 минп, 29, 30, 319 гв. мп, 41 зенад (244, 245, 463 зенап), 45 зенад (737, 1465, 1466 зенап), 177, 213, 461 озадн | 122, 185 тбр, 33, 35 и 50 гв., 25 отп, 107, 502 отб, 47, 49 оабрб, 50 одн брп                                                        | -                                          | 112 оиб                                                         | -                |
| 01.06.1943 (Волховский фронт)                                         | 18, 265, 286, 364, 372, 374, 379, 382 сд, 1, 22, 58 сбр                                                            | 2 ад (20 лабр, 7 пабр, 4 габр, 5 минбр), 71 гв., 24, 70 пап, 430, 1197 гап БМ, 500 минп, 29, 319 гв.мп, 41 зенад (244, 245, 463 зенап), 45 зенад (737, 1465, 1466 зенап), 177, 213, 461 озадн | 185 тбр, 33, 35 и 50 гв., 25 отп, 107, 502 отб, 47, 49 оабрб, 50 одн брп, 32, 44 оаэсб, 4 обрп                                       | -                                          | 112 оиб                                                         | -                |
| 01.07.1943 (Волховский фронт)                                         | 6 ск (управление), 18, 265, 286, 364, 372, 374, 379, 382 сд, 1, 22, 58 сбр                                         | 2 ад (20 лабр, 7 пабр, 10 гв. габр, 5 минбр), 71 и 223 гв., 70 пап, 430, 1197 гап БМ, 500 минп, 29, 319 гв.мп, 41 зенад (244, 245, 463 зенап), 45 зенад (737, 1465, 1466 зенап), 177, 213 озадн | 185 тбр, 33, 35 и 50 гв., 25 отп, 107, 502 отб, 47, 49 оабрб, 50 одн брп, 32, 44 оаэсб, 4 обрп                                       | 257 сад, 119 раэ                           | 112 оиб                                                         | -                |
| 01.08.1943 (Волховский фронт)                                         | 18, 165, 239, 256, 265, 286, 364, 372, 374, 378, 379, 382 сд, 1, 22, 58 сбр                                        | 2 ад (20 лабр, 7 пабр, 10 гв. габр), 121 габр БМ, 8, 13, 71 и 223 гв., 70, 1097 пап, 5 минбр, 500 минп, 7, 10 и 12 гв. мбр, 18, 29, 319 гв. мп, 41 зенад (244, 245, 463 зенап), 45 зенад (737, 1465, 1466 зенап), 177, 213 озадн | 16, 122 тбр, 32, 33, 35 и 50 гв., 25, 185 отп, 1433 сап, 107, 500, 501, 502, 503 отб, 47, 49 оабрб, 50 одн брп, 32, 44 оаэсб, 4 обрп | -                                          | 112 оиб                                                         | -                |
| 01.09.1943 (Волховский фронт)                                         | 18, 265, 286, 364, 372, 374, 379 сд, 1, 22, 58 сбр                                                                 | 2 ад (20 лабр, 10 гв. габр, 7 пабр), 121 габр БМ, 8, 13, 71 и 223 гв., 70 пап, 30 минбр, 194, 500 минп, 18, 29 и 319 гв. мп, 41 зенад (244, 245, 463 зенап), 45 зенад (737, 1465, 1466 зенап), 15, 177, 213 озадн | 16, 122 тбр, 32, 33, 35 и 50 гв., 25, 185 отп, 1433 сап, 107, 500, 501, 502, 503 отб, 47, 49 оабрб, 32, 44 оаэсб, 50 одн брп         | -                                          | 112 оиб                                                         | -                |
| 01.10.1943 (Волховский фронт)                                         | 18, 265, 286, 364, 372, 374 сд, 1, 22, 58 сбр                                                                      | 20 лабр (2 ад), 8, 71 и 223 гв. пап, 30 минбр, 194, 500 минп, 18, 29 и 319 гв. мп, 41 зенад (244, 245, 463, 634 зенап), 177 озадн | 33, 35 и 50 гв., 25, 185 отп, 107, 502 отб, 47, 49 оабрб, 32, 44 оаэсб, 50 одн брп                                                   | -                                          | 112 оиб                                                         | -                |
| 01.11.1943 (Волховский фронт)                                         | 18, 265, 286, 364, 372, 374 сд, 1, 22 сбр                                                                          | 8, 71 и 223 гв. пап, 30 минбр, 500 минп, 10 гв. мбр, 18 гв. мп, 41 зенад (245, 634 зенап), 1468 зенап, 177 озадн | 33, 35 и 50 гв., 185 отп, 502, 503 отб, 49 оабрб, 32, 44 оаэсб, 50 одн брп                                                           | -                                          | 2 гв. ибр с/н, 8 гв. батальон минёров, 112 оиб                  | -                |
| 01.12.1943 (Волховский фронт)                                         | 18, 286, 364, 374 сд, 1, 22 сбр                                                                                    | 258 лап (20 лабр), 8, 71 и 223 гв. пап, 30 минбр, 500 минп, 18 гв. мп, 41 зенад (245, 634 зенап), 1468 зенап, 177 озадн | 33, 35 и 50 гв., 185 отп, 502, 503 отб, 49 оабрб, 32, 44 оаэсб, 50 одн брп                                                           | -                                          | 8 гв. батальон минёров, 112 оиб                                 | -                |
| 01.01.1944 (Волховский фронт)                                         | 119 ск (286, 374 сд), 18, 364 сд, 1, 22 сбр                                                                        | 258 лап (20 лабр), 8, 71 и 223 гв.пап, 500 минп, 18 гв. мп, 41 зенад (245, 634 зенап), 1468 зенап, 177 озадн | 33 гв., 185 отп, 32 оаэсб, 49 оабрб, 50 одн брп, 4 обрп                                                                              | -                                          | 112 оиб                                                         | -                |
| 01.02.1944 (Волховский фронт)                                         | 7 ск (191, 256, 372 сд), 14 ск (225, 378, 382 сд), 99 ск (229, 265, 311 сд), 58 сбр                                | 2 ад (20 лабр, 7 пабр, 10 гв. габр), 71 и 223 гв., 448, 1096 пап, 30 минбр, 500, 506 минп, 18 и 319 гв. мп, 41 зенад (245, 463, 634 зенап), 1468 зенап | 7 гв., 16, 122 тбр, 185, 245 отп, 1434 сап, 49 оабрб                                                                                 | -                                          | 9 шисбр, 12 исбр, 112, 135 оиб                                  | -                |
| 01.03.1944 (Ленинградский фронт)                                      | 6 ск (256, 286, 372 сд), 112 ск (2, 377 сд), 115 ск (72, 281, 374 сд), 53 сбр                                      | 8 гв., 70, 367 пап, 505 минп, 1468 зенап | 32 оаэсб, 49 оабрб | -                                          | 112 оиб, 34 пмб                                                 | -                |
| 01.04.1944 (Ленинградский фронт)                                      | 43 ск (43, 98, 124, 131 сд), 112 ск (2, 377 сд), 122 ск (11, 189 сд), 9 УР                                         | 116, 154 кпап, 367 пап, 184, 192, 504, 505 минп, 18 гв. мп, 1468 зенап | 82 отп, 806 сап, 32 оаэсб, 49 оабрб                                                                                                  | -                                          | 112 оиб, 34 пмб                                                 | -                |
| 01.05.1944 (Ленинградский фронт)                                      | 6 ск (80, 125, 374 сд), 112 ск (2, 11, 256 сд), 117 ск (120, 123, 201 сд), 122 ск (43, 98, 189 сд), 9 УР           | 81 пабр, 154 кпап, 12 гв., 70, 126, 260, 367, 561 пап, 882, 884 иптап, 409 отпадн, 144, 174, 192, 504, 505 минп, 18, 30 и 322 гв. мп, 8 овпдаан, 7 зенад (465, 474, 602, 632 зенап), 803, 1468 зенап, 92, 116, 168 озадн | 82, 222 отп, 806, 1198, 1811 сап, 49 оабрб, 32 оаэсб                                                                                 | -                                          | 1 исбр, 112 оиб, 21, 34, 36 пмб                                 | -                |
| 01.06.1944 (Ленинградский фронт)                                      | 112 ск (2, 11, 256 сд), 117 ск (120, 123, 201 сд), 122 ск (43, 98, 189 сд), 9 УР                                   | 81 пабр, 154 кпап, 70, 126, 367 пап, 882, 884 иптап, 409 отпадн, 144, 174, 184, 192, 504, 505 минп, 18, 30 и 322 гв. мп, 7 зенад (465, 474, 602, 632 зенап), 1468 зенап, 92, 116, 168 озадн | 82 отп, 806, 1198, 1811 сап, 49 оабрб                                                                                                | -                                          | 1 исбр, 112 оиб, 21 пмб                                         | -                |
| 01.07.1944 (Ленинградский фронт)                                      | 112 ск (2, 11 сд), 117 ск (43, 123, 256 сд), 122 ск (98, 189 сд), 124 ск (196, 374, 377 сд), 120, 201 сд, 9, 79 УР | 81 пабр, 154 кпап, 14 гв., 70, 126, 367 пап, 882, 884 иптап, 409 отпадн, 104, 144, 174, 184, 192, 504, 505 минп, 18, 30 и 322 гв. мп, 7 зенад (465, 474, 602, 632 зенап), 1468 зенап, 73, 92, 108, 168 озадн | 82 отп, 806, 1198, 1811 сап | -                                          | 1 исбр, 34 пмб                                                  | -                |
| 01.08.1944 (Ленинградский фронт)                                      | 112 ск (2, 11, 191 сд), 117 ск (120, 201 сд), 9, 79 УР                                                             | 81 пабр, 126, 367 пап, 882, 884 иптап, 104, 144, 174, 192, 505 минп, 322 гв. мп, 1468 зенап, 73, 92, 108 озадн | 806, 1198 сап | -                                          | 1 исбр, 34 пмб                                                  | -                |
| 01.09.1944 (Ленинградский фронт)                                      | 108 ск (46, 90, 372 сд), 109 ск (72, 109 сд), 79 УР                                                                | 8 акп: 18 адп (65 лабр, 58 габр, 2, 80 тгабр, 120 габр БМ, 42 минбр), 23 адп (79 лабр, 38 габр, 3, 96 тгабр, 21 гв. габр БМ, 28 минбр); 81 пабр, 28, 138 кпап, 14 гв., 70 пап, 144, 174, 504, 505 минп, 5 гв. мбр, 18 и 38 гв. мп, 32 зенад (1377, 1387, 1393, 1413 зенап), 1468 зенап, 73, 92, 108 озадн                               | 27, 185 отп, 806, 938, 1198 сап | -                                          | 1 исбр, 34 пмб                                                  | -                |
| 01.10.1944 (Ленинградский фронт)                                      | 8 ск (7, 249 сд), 109 ск (72, 109, 131 сд), 79 УР                                                                  | 161 пабр, 85 кап, 28 кпап, 14 гв. пап, 104, 144, 174, 184, 499, 505 минп, 30 и 322 гв. мп, 1468 зенап, 108, 116 озадн | 152 тбр, 27, 45 отп, 806, 952, 1198, 1222, 1811 сап                                                                                  | -                                          | 1 исбр, 34 пмб                                                  | 9 ооб, 175 орро  |
| 01.11.1944 (Ленинградский фронт)                                      | 30 гв. ск (45, 63 и 64 гв. сд), 8 ск (7, 249 сд), 109 ск (109, 131 сд), 79 УР                                      | 51, 161 пабр, 85 кап, 28, 1157 кпап, 70, 260 пап, 174, 184, 499, 505 минп, 30 гв. мп, 7 зенад (465, 474, 602, 632 зенап), 1468 зенап, 108, 116 озадн | 27, 45 отп, 806, 952, 1198 сап, 4 оабрб                                                                                              | -                                          | 1 исбр, 34 пмб                                                  | 175 орро         |
| 01.12.1944 (Ленинградский фронт)                                      | 30 гв. ск (45, 63 и 64 гв. сд), 8 ск (7, 249 сд), 109 ск (109, 131 сд), 9, 79 УР                                   | 51, 161 пабр, 28 кпап, 85, 1157 кап, 70, 260 пап, 884 иптап, 174? 184, 499, 505 минп, 30 гв. мп, 7 зенад (465, 474, 602, 632 зенап), 1468 зенап, 108, 432 озадн | 27, 45 отп, 394 гв. тсап, 952, 1294, 1495 сап, 4 оабрб, 283 омб «ОСНАЗ», 71, 72 одн брп                                              | -                                          | 1 исбр, 34 пмб                                                  | 175 орро         |
| 01.01.1945 (Ленинградский фронт)                                      | 30 гв. ск (45, 63 и 64 гв. сд), 109 ск (109, 131 сд), 8 эст. ск (7 и 249 эст. сд), 9 и 79 УР                       | 51, 161 пабр, 1157 кап, 14 гв., 70, 260 пап, 884 иптап, 184, 499, 505 минп, 29 и 30 гв. мп, 7 зенад (465, 474, 602, 632 зенап), 1468 зенап, 108, 432 озадн | 45, 82 отп, 1 и 4 оабрб, 283 омб ОСНАЗ, 71 и 72 одн брп                                                                              | -                                          | 1 исбр                                                          | 175 орро         |
| 01.02.1945 (Ленинградский фронт)                                      | 30 гв. ск (45, 63 и 64 гв. сд), 6 ск (10, 327, 382 сд), 8 эст. ск (7, 249 эст. сд), 109 ск (109, 131 сд), 9, 79 УР | 51, 161 пабр, 1157 кап, 14 гв., 70, 260 пап, 884 иптап, 184, 499, 505 минп, 29 и 30 гв. мп, 7 зенад (465, 474, 602, 632 зенап), 1468 зенап, 108, 432 озадн | 45, 82 отп, 1 и 4 оабрб, 283 омб ОСНАЗ, 71 и 72 одн брп                                                                              | -                                          | 1 исбр                                                          | 175 орро         |
| 01.03.1945 (Ленинградский фронт)                                      | 6 ск (10, 327, 382 сд), 109 ск (109, 131 сд), 79 УР, 109, 124, 345 опаб                                            | 51, 161 пабр, 14 гв., 70, 260 пап, 70 орадн, 174, 184, 499, 505 минп, 29 и 30 гв. мп, 7 зенад (465, 474, 602, 632 зенап), 1468 зенап, 108, 432 озадн | 45 отп, 1, 4 оабрб, 283 омб ОСНАЗ, 71, 72 одн брп, 4 обрп                                                                            | -                                          | 1 исбр                                                          | -                |
| 01.04.1945 (Ленинградский фронт)                                      | 6 ск (10, 327, 382 сд), 109 ск (109, 131 сд), 14, 79 УР, 109, 124, 345 опаб                                        | 51, 161 пабр, 14 гв., 70, 260, 1486 пап, 70 орадн, 184, 499, 505 минп, 29 и 30 гв. мп, 7 зенад (465, 474, 602, 632 зенап), 1468 зенап, 108, 116, 432 озадн | 45 отп, 283 омб ОСНАЗ, 71, 72 одн брп, 4 обрп                                                                                        | -                                          | 1 исбр                                                          | -                |
| 01.05.1945 (Ленинградский фронт)                                      | 6 ск (10, 327 сд), 109 ск (109, 131 сд), 14, 79 УР, 291 опаб                                                       | 51, 161 пабр, 14 гв., 70, 260 пап, 184, 499, 505 минп, 30 гв. мп, 7 зенад (465, 474, 602, 632 зенап), 1468 зенап, 108, 116, 432 озадн | 45 отп, 72 одн брп, 4 обрп | -                                          | 1 исбр                                                          | -                |